# Barbu Părăianu

Generalul de divizie Barbu Paraianu.

Barbu Paraianu (n. 23 martie 1884, comuna Andreești, județul Gorj, d. 1946 in  Bucuresti) a fost un general român, care a îndeplinit funcția de inspector general al Jandarmeriei Române (1934-1938).

## Biografie
Barbu Paraianu s-a născut la data de 23 martie 1884, în comuna Andreești (județul Gorj). A absolvit cursurile Liceului Militar din Craiova (1901), ale Școlii militare de infanterie și cavalerie București (1904) și ulterior pe cele ale Școlii Superioare de Război (1930).
După absolvirea Școlii de ofițeri în anul 1904, a fost avansat sublocotenent. A primit apoi gradele de locotenent (1907) și căpitan (1913). A participat ca ofițer de jandarmi la Războiul balcanic din 1913, apoi la Războiul de reîntregire (1916–1919). Comandantul Regimentului 55 Infanterie, colonelul Dragu, a scris în "foaia calificativă" privind activitatea desfășurată de Barbu Pârâianu în perioada noiembrie 1916 – octombrie 1918 că acesta: a comandat Compania I din Batalionul 1 în prima parte a campaniei, în înaintarea în Transilvania, luând parte în următoarele lupte : la Tulgheș, la Toplița, la Cădăreni, la Ratensia .
La sfârșitul anului 1917, activează în Corpul 1 Armată, fiind înaintat la gradul de locotenent-colonel. În anul 1923 devine colonel. În 1932, colonelul Paraianu este numit în funcția de comandant al Brigăzii 3 Grăniceri, apoi, în anul următor, este înaintat la gradul de general de brigadă și numit subinspector general al Jandarmeriei Române.
În perioada 1934-1938, generalul de brigadă Barbu Paraianu a îndeplinit funcția de inspector general al Jandarmeriei Române. În cei patru ani cât a condus Jandarmeria, au avut loc următoarele modificări organizatorice:
- creșterea efectivului Jandarmeriei Române la 993 ofițeri, 8.641 subofițeri și 27.215 trupă în termen, adică 36.848, cel mai mare efectiv întâlnit până atunci și o organizare cu totul diferită comparativ cu ceea ce fusese.
- dispare denumirea de subinspectorat general est și vest și mai apare denumirea de centru de instrucție, în locul denumirii de regiment.
- în noua ordine a Inspectoratului General apare și muzica Jandarmeriei, șeful muzicii fiind locotenent-colonel Vasile Albulescu.
- pentru a asigura paza depozitelor de mărfuri, în diferite triaje și stații C.F.R., precum și a transporturilor de mărfuri și siguranța călătorilor, se înființează prin Ordinul de zi nr. 67 din 10 februarie 1936, Legiunea de jandarmi C.F.R., cu un efectiv de 2 ofițeri, 2 reangajați și 199 trupă în termen.
- prin Ordin de zi nr. 79 din 10 mai 1936, se înființează Detașamentul de pază feroviară și circulație.
- tot în 1936, se mai înființează Legiunea Constanța oraș.
- în 1937 se înființează Legiunea jandarmi mobilă purtată cu reședința la Pantelimon, Ilfov, cu 4 sectoare (călare, ciclist, motociclist, auto); această legiune s-a transformat, ulterior, în Legiunea motorizată.
- s-au înființat posturi de jandarmi tip, care au purtat numele eroilor căzuți la datorie.
- tot în această perioadă a luat ființă « Casa Jandarmeriei », o asociație care, prin realizările ei, a creat condiții de odihnă și tratament pentru întregul efectiv al Corpului de ofițeri, reangajați, trupă și funcționari civili.

În anul 1936, a apărut un articol în ziarul călărășean „Biruința”, în care se omagia aniversarea a trei ani de când generalul de brigadă Barbu Pârâianu, „eroul temnițelor din Focșani”, conducea destinele Jandarmeriei Române, fiind caracterizat drept „omul dreptății, omul cinstei, păzitorul de frunte al vieții și avutului obștesc”. 
 Decorații primite: 
- Medalia Jubiliară „Carol I” – Înalt Decret nr. 5384/1905; 
- Medalia „Avântul Țării”, 1913; 
- Ordinul „Coroana României” clasa a IV-a – Înalt Decret nr.5286/1922; 
- Ordinul „Steaua României” clasa a IV-a cu panglică de „Virtute Militară”; 
- „Crucea Comemorativă” 1916 – 1918 cu baretele „Ardeal”,„Carpați” și „București”;  169 
- Ordinul „Steaua României” în grad de Ofițer – Înalt Decret nr.3781/1924; 
- Ordinul „Coroana României” în gradul de Comandor - Înalt Decret 109/1929; 
- Semnul onorific „25 de ani de serviciu” – Înalt Decret nr.1858/1923. 
Campanii militare la care a luat parte: 
- 1913; 
- 1916 – 1918; 
- 1918 – 1921. 
La data de 6 iunie 2005, Inspectoratului de Jandarmi Județean Călărași i s-a atribuit, prin Ordin al Ministrului Administrației și Internelor, denumirea onorifică de „general de brigadă Barbu Părăianu”.